# Я всё ещё мечтаю о тебе…
«Я всё ещё мечтаю о тебе…» (англ. I Still Dream About You) — роман американской писательницы Фэнни Флэгг, напечатанный в 2010 году. Роман рассказывает о женщине, которая настолько устала от жизни, что запланировала самоубийство, но какая-то неведомая сила (возможно, сама Судьба), всё время мешает ей осуществить свой план.

## Сюжет
Мэгги Фортенбери — бывшая Мисс Алабама, человек с идеальной репутацией, соблюдающий порядок и чистоту во всём. Проще говоря — идеальная женщина. Дожив до своего шестидесятилетия, она осознаёт, что устала от всего и жить ей больше незачем. Придя к такому неутешительному выводу, она решает окончить жизнь самоубийством. Но не может просто так уйти из жизни — ведь это доставит кучу хлопот её близким! В течение пяти лет она разрабатывает безупречный план до мелочей. Но когда настаёт решительный момент, встаёт вопрос: «а надо ли покидать этот мир?»
Жизнь меж тем бьёт ключом, Мэгги работает риелтором, сделки, скандалы, и вот уже самый красивый дом в Бирмингеме, о котором она всегда мечтала, выставлен на продажу заботливой хозяйкой. Мэгги не может допустить, чтобы эта сделка попала в руки к её главному и единственному врагу — Бебс Бингингдон, которая прилагает все усилия, чтобы отхватить лакомый кусочек. Встречи с подругами, воспоминания о делах давно минувших дней, загадки и тайны старого особняка на Красной горе, — все это неумолимо удерживает главную героиню от возможности покинуть этот мир.

## Основные персонажи
- Мэгги Фортенбери — главная героиня романа. Мечтает наконец-то уйти в мир иной от рутинной и бесполезной, на её взгляд, жизни.
- Бебс Бингингдон — злейший враг Мэгги, беспощадная бизнесвумен, агент по торговле недвижимостью.
- Хейзел Уизенкнот — «маленькая женщина» с волевым характером. Является основательницей агентства по торговле недвижимостью «Красная гора», в котором работает Мэгги. На момент повествования Хейзел уже мертва, однако главная героиня Мэгги не перестаёт вспоминать о ней, благодарить её за то, что когда-то именно она привела Мэгги в этот бизнес, восхищаться ею и жалеть о том, что самого жизнерадостного человека больше с ними нет.
- Бренда — давняя подруга Мэгги, а также деловой партнёр. Решила уравновесить права с мужчинами и баллотировалась в мэры Бирмингема.
- Робби — младшая сестра Бренды, работает медсестрой в реанимации и очень тщательно следит за здоровьем сестры.
- Этель Клип — коллега Мэгги и Бренды, вечно ворчливая и недовольная, с пессимистическим взглядом на жизнь.
- Чарльз Хогс Третий — давняя любовь Мэгги. Когда-то давно, в их молодости, Чарльз сделал Мэгги предложение и получил отказ. Оба впоследствии сожалели об этом.

## Отзывы о романе
- «Фэнни Флэгг — прирождённая рассказчица». — The New York Times Book Review[1][нет в источнике]
- «Несомненно, самая мудрая книга Фэнни Флэгг, и самая юмористическая. Написанный от самого сердца этот удивительный роман обязательно тронет за душу». — Richmond Times Dispatch[2][нет в источнике]
- «Таинственный, нежный, смешной, печальный роман. Классическая Фэнни Флэгг!» — The Birmingham News[3][нет в источнике]
- «И снова из-под пера Фэнни Флэгг вышел настоящий шедевр. Смешной до истерики и грустный до слёз новый роман всеми любимой писательницы рассказывает об обычных вещах, о простых человеческих историях, но сколько же в этой книге мудрости, тепла и всего того, что делает нас людьми». — Southern Living[4][нет в источнике]
- «Фэнни Флэгг рассказывает историю о разочаровании в жизни, о самоубийстве, о несбывшихся мечтах. Но как же это смешно и духоподъёмно. Кто бы мог подумать, что история о женщине, планирующей самоубийство, может настолько поднять настроение! Новый роман Флэгг — лучшее лекарство от дурных мыслей и плохого настроения». — Daily Mail[5][нет в источнике]

## Перевод
В 2011 году издательством «Фантом Пресс» был опубликован русский перевод романа, выполненный Диной Крупской.